# Moeris crispinus
Moeris crispinus is een vlinder uit de familie van de dikkopjes (Hesperiidae). De wetenschappelijke naam van de soort is voor het eerst geldig gepubliceerd in 1882 door Carl Plötz. Dit taxon wordt wel beschouwd als een ondersoort van Monca telata (Herrich-Schäffer, 1869).